# Álvaro de Arriba
Álvaro de Arriba López (* 2. Juni 1994 in La Sagrada, Provinz Salamanca) ist ein spanischer Leichtathlet, der sich auf Mittelstreckenläufe spezialisiert hat. 2019 wurde er Halleneuropameister über 800 Meter.

## Sportliche Laufbahn
Álvaro de Arriba nahm erstmals 2011 an nationalen Meisterschaften in Spanien teil. 2013 qualifizierte er sich für die U20-Europameisterschaften in Rieti, wo er über 800 Meter den Einzug in das Finale knapp verpasste und am Ende Neunter wurde. Zwei Jahre später trat er dann bei den U23-Europameisterschaften in Tallinn an. Dort scheiterte er ebenfalls im Halbfinale, mit einer leicht verbesserten Zeit, im Vergleich zu den U20-Europameisterschaften, die am Ende den 14. Platz bedeutete.
2016 nahm er bei den Hallenweltmeisterschaften in Portland erstmals an einer internationalen Meisterschaft im Erwachsenenbereich teil. In einer Zeit von 1:52,60 min kam er auf dem 13. Platz ein. Im darauffolgenden Sommer trat er auch bei den Europameisterschaften in Amsterdam teil. Dort lief er mit einer verbesserten Zeit von 1:47,58 min auf den siebten Platz. Bei den Olympischen Spielen verbesserte er die Zeit erneut, kam dort allerdings nicht über Platz 20 hinaus.
2017 konnte er bei den Halleneuropameisterschaften in Belgrad erstmals eine Medaille bei internationalen Titelkämpfen gewinnen. Mit 1:49,68 m lief er zu Bronze. Bei den anschließenden Weltmeisterschaften in London scheiterte er im Halbfinale und belegte am Ende Platz 16. 2018 wurde er bei den Hallenweltmeisterschaften in Birmingham Fünfter in 1:48,51 min. Im Juni lief er anschließend seine persönliche Bestzeit von 1:44,99 min. Diese Zeit konnte er bei den Europameisterschaften in Berlin nicht bestätigen und wurde dort in 1:46,41 min Siebter.
2019 stellte er mit dem Sieg bei den Halleneuropameisterschaften in Glasgow seinen bislang größten sportlichen Erfolg auf. Bei den Weltmeisterschaften in Doha zog er in das Halbfinale ein. Dort lief er in seinem Lauf mit 1:46,09 min. die drittschnellste Zeit und verpasste so knapp den Einzug in das Finale, da er nicht zu den zeitschnellsten Drittplatzierten gehörte. 2021 trat er im März zur Titelverteidigung bei den Halleneuropameisterschaften im polnischen Toruń an, schied allerdings bereits nach dem Vorlauf aus. Ein Jahr darauf trat er, erneut nach 2016 und 2018, bei den Hallenweltmeisterschaften in Belgrad an. Als Zweiter seines Vorlaufes zog er in das Finale ein, in dem er als Vierter knapp den Sprung auf die Medaillenplätze verpasste. Später im Sommer nahm er in den USA an seinen dritten Weltmeisterschaften teil. Dort konnte er erneut in das Halbfinale einziehen, schied darin allerdings als Siebter seines Laufes aus.
2024 trat de Arriba in Rom zum vierten Mal bei den Europameisterschaften an. Dort verpasste er als Vierter im Finale knapp eine Medaille.

## Wichtige Wettbewerbe
| Jahr                | Veranstaltung               | Ort                 | Platz               | Disziplin           | Zeit                |
| Startet für Spanien | Startet für Spanien         | Startet für Spanien | Startet für Spanien | Startet für Spanien | Startet für Spanien |
| ------------------- | --------------------------- | ------------------- | ------------------- | ------------------- | ------------------- |
| 2013                | U20-Europameisterschaften   | Rieti               | 9.                  | 800 m               | 1:50,97 min         |
| 2015                | U23-Europameisterschaften   | Tallinn             | 14.                 | 800 m               | 1:47,50 min         |
| 2016                | Hallenweltmeisterschaften   | Portland            | 13.                 | 800 m               | 1:52,60 min         |
| 2016                | Europameisterschaften       | Amsterdam           | 7.                  | 800 m               | 1:47,58 min         |
| 2016                | Olympische Sommerspiele     | Rio de Janeiro      | 20.                 | 800 m               | 1:46,86 min         |
| 2017                | Halleneuropameisterschaften | Belgrad             | 3.                  | 800 m               | 1:49,68 min         |
| 2017                | Weltmeisterschaften         | London              | 16.                 | 800 m               | 1:46,64 min         |
| 2018                | Hallenweltmeisterschaften   | Birmingham          | 5.                  | 800 m               | 1:48,51 min         |
| 2018                | Europameisterschaften       | Berlin              | 7.                  | 800 m               | 1:46,41 min         |
| 2019                | Halleneuropameisterschaften | Glasgow             | 1.                  | 800 m               | 1:46,83 min         |
| 2019                | Weltmeisterschaften         | Doha                | 16.                 | 800 m               | 1:46,09 min         |
| 2021                | Halleneuropameisterschaften | Toruń               | 14.                 | 800 m               | 1:49,99 min         |
| 2022                | Hallenweltmeisterschaften   | Belgrad             | 4.                  | 800 m               | 1:46,58 min         |
| 2022                | Weltmeisterschaften         | Eugene              | 15.                 | 800 m               | 1:46,30 min         |
| 2022                | Europameisterschaften       | München             | 22.                 | 800 m               | 1:47,94 min         |
| 2024                | Europameisterschaften       | Rom                 | 4.                  | 800 m               | 1:45,64 min         |

## Persönliche Bestleistungen
- 800 m: 1:44,85 min, 5. Juni 2022, Chorzów
  - 800 m (Halle): 1:45,43 min, 3. Februar 2018, Salamanca
- 1000 m: 2:21,37 min, 18. Mai 2019, Elvissa
  - 1000 m (Halle): 2:22,50, 16. Januar 2016, Antequera
- 1500 m: 3:37,73 min, 17. Juni 2023, Nizza

## Sonstiges
Álvaro de Arriba wurde in La Sagrada, in der Provinz Salamanca, im Westen Spaniens geboren. Noch im Kindesalter zogen seine Eltern mit ihm und seinem Bruder nach La Fuente de San Esteban, wo sie aufwuchsen. Im Alter von 10 Jahren begann er dort mit der Leichtathletik unter der Aufsicht von Juan Carlos Fuentes, der ihn bis heute trainiert.